# Menachem Mendel Schneersohn
Menachem Mendel Schneersohn (20. září 1789 – 29. března 1866) byl chasidský rabín.
Byl vnukem zakladatele lubavičské chasidské dynastie, rebbeho Šneura Zalmana, a zetěm následujícího rebbeho Dovbera Schneuriho. Sám pak byl třetím rebbem. Je znám podle jména knihy svých responz Cemach cedek. Byl ve své době hlavním chasidským kodifikátorem halachy.